# Ogla Melha
Ogla Melha là một đô thị thuộc tỉnh Tébessa, Algérie. Dân số thời điểm năm 2002 là 6.504 người.